# Bargdorf
Bargdorf ist ein Ortsteil der Einheitsgemeinde Bienenbüttel im niedersächsischen Landkreis Uelzen.

## Geografie und Verkehrsanbindung
Bargdorf liegt südlich des Kernortes Bienenbüttel. Östlich verläuft die B 4 und fließt die Ilmenau. Nordwestlich erstreckt sich das etwa 250 ha große Naturschutzgebiet Schierbruch und Forellenbachtal.

## Geschichte
Im Jahr 1966 schlossen sich die Gemeinden Bargdorf, Beverbeck, Edendorf, Eitzen I, Hohnstorf und Wichmannsburg mit Bienenbüttel zur Samtgemeinde Bienenbüttel zusammen. Am 1. Juli 1972 erfolgte die Eingemeindung in die Einheitsgemeinde Bienenbüttel.

## Sehenswürdigkeiten

### Baudenkmale
In der Liste der Baudenkmale in Bienenbüttel ist für Bargdorf kein Baudenkmal aufgeführt.

## Persönlichkeiten

### Söhne und Töchter
- Jürgen Wilhelm Harms (1885–1956), Zoologe und Hochschullehrer